# Frank Jansen
Frank Jansen (* 1959 in Mettmann) ist ein deutscher Journalist und Publizist.

## Leben
Jansen studierte ab 1983 Politikwissenschaften (Diplom-Politologe) in Wuppertal und Berlin und war von 1986 bis 1988 als freier Journalist tätig. Seit 1990 ist er Reporter beim Tagesspiegel in Berlin, wo er schwerpunktmäßig zum Rechtsextremismus und zum Thema Ostdeutschland arbeitet. 2001 trat der islamistische Terrorismus hinzu.
Er schreibt unter anderem auch für das Dossier Rechtsextremismus der Bundeszentrale für politische Bildung, auf Zeit Online, für das Cicero-Magazin und für die Potsdamer Neuesten Nachrichten.

## Schriften (Auswahl)
- Löschen, bevor es brennt. Zum Umgang mit rechtsextremen Gewalttaten in der Kommune. In: Dietmar Molthagen, Lorenz Korgel (Hrsg.): Handbuch für die kommunale Auseinandersetzung mit dem Rechtsextremismus. Im Auftrag der Friedrich-Ebert-Stiftung, Forum Berlin, Berlin 2009, ISBN 978-3-86872-107-2, S. 47 ff.
- Erfolge gegen rechts. Brandenburgs Polizei und Justiz im Kampf gegen Neonazis. In: Kulturland Brandenburg e. V. (Hrsg.): Bürgerland Brandenburg. Demokratie und Demokratiebewegungen zwischen Elbe und Oder. Koehler & Amelang, Leipzig 2009, ISBN 978-3-7338-0368-1, S. 156 ff.
- Zwischen Nähe und Distanz – Erfahrungen eines Journalisten im Umgang mit dem Verfassungsschutz. In: Thomas Grumke, Armin Pfahl-Traughber (Hrsg.): Offener Demokratieschutz in einer offenen Gesellschaft. Öffentlichkeitsarbeit und Prävention als Instrumente des Verfassungsschutzes. Budrich, Opladen u. a. 2010, ISBN 978-3-86649-297-4, S. 60 ff.

## Auszeichnungen
- Bundesverdienstkreuz
- 1996: Theodor-Wolff-Preis des Bundesverbandes Deutscher Zeitungsverleger
- 1998: Fritz-Sänger-Preis des Parteivorstandes der SPD
- 2000: Carl-von-Ossietzky-Medaille der Internationalen Liga für Menschenrechte
- 2006: Otto-Brenner-Preis (2. Preis) der Otto-Brenner-Stiftung
- 2008: Wächterpreis der deutschen Tagespresse der Stiftung „Freiheit der Presse“
- 2012: JVBB-Journalistenpreis „Der lange Atem“
- 2017: Journalist des Jahres (Medium Magazin): 2. Platz der Kategorie Reporter regional.[1]